# 東久留米市
東久留米市（日语：／ Higashikurume shi */?）為位于東京都多摩地區的城市。市區面積12.92平方公里。于1970年開始施行市制。

## 地理
位處武藏野台地中央地帶，距離都心約25公里。黑目川與落合川流經市內中心地帶，並於市域東端匯流。全體地勢由西向東傾斜，此傾斜斷面造就本市豐富的湧水。北與清瀨市、埼玉縣新座市以野火止用水（別名：伊豆殿堀）為界。
市內有雲雀丘、東久留米、八幡、瀧山、久留米西團地等大型團地。2007年（平成19年）4月1日的高齡化率高達20.8，高齡者人口有23,697人。高齡化率在多摩26市中位居第二。
依據平成22年國勢調査，往東京都特別區部的通勤率為33.2%。

### 鄰接自治體
- 北東 - 埼玉縣新座市
- 北 - 清瀨市
- 西 - 東村山市
- 南 - 小平市
- 南東 - 西東京市

## 歷史

### 年表
- 1889年（明治22年）4月1日 - 町村制施行，門前、神山、落合、小山、南澤、前澤、下里、柳窪、柳窪新田、栗原新田等10村合併成立神奈川縣北多摩郡久留米村。
- 1893年 - 三多摩由神奈川縣劃入東京府。
- 1915年 - 武藏野鐵道（池袋〜飯能，現在西武池袋線池袋〜吾野）開通，開設東久留米站。
- 1956年 - 町制施行，為久留米町。
- 昭和30年代後半起，東久留米、瀧山、雲雀丘團地（日语：ひばりが丘団地）等大型團地陸續誕生，人口急速增加。一度成為日本人口最多的町（78,000人）。
- 1970年10月1日 - 市制施行，更名為東久留米市。

### 地名由來
市制施行時，為了與福岡縣久留米市區別，以東久留米命名為「東久留米市」。
久留米的由來眾說紛紜，但都缺乏明確證據佐證。

## 行政

### 市長
- 富田龍馬（日语：富田竜馬）（2021年12月28日就任。第一任）

### 歷代市長
- 吉田三郎（日语：吉田三郎）（ - 1990年）
- 稻葉三千男（日语：稲葉三千男）（1990年 - 2001年12月）
- 野崎重弥（日语：野崎重弥）（2002年1月20日 - 2010年1月19日）
- 馬場一彥（日语：馬場一彦）（2010年1月20日 - 2014年1月19日）
- 並木克己（日语：並木克己）（2014年1月20日 - 2021年12月27日）

### 市議會
- 席次 22人
- 上一次選舉日：2011年4月24日。補選：2013年12月22日（任期至2015年4月30日）
- 黨派（2013年12月23日）
  - 公明黨 5人
  - 自民俱樂部 5人
  - 日本共產黨 4人
  - 市議會民主黨 3人
  - 無所屬（久留米HEART NET）1人
  - 無所屬（網路廣場）1人
  - 無所屬（眾人之黨）1人
  - 無所屬（社民黨）1人
  - 無所屬（清新市民自治會）1人

### 警察
本市由警視廳田無警察署管轄。
- 市內的駐在所、派出所
  - 上之原
  - 學園前
  - 下里
  - 瀧山
  - 野火止
  - 東久留米站前
  - 前澤
  - 南澤
  - 門前（舊門前交番、現門前地域安全中心）

### 消防、救急
- 東京消防廳東久留米消防署（日语：東久留米消防署）（幸町）
  - 新川出張所

### 廣域行政
- 多摩北部都市廣域行政圏協議會（日语：多摩北部都市広域行政圏協議会）
多摩地域東北部的西東京市、東村山市、清瀨市、東久留米市與本市5市互相利用設施或共同舉辦活動等。通稱「多摩六都」。「六都」是包含合併成西東京市前的田無市、保谷市，合併後仍繼續沿用。
- 昭和醫院組合
小金井市、東村山市、東久留米市、清瀨市、東大和市、武藏村山市、西東京市與本市8市營運公立昭和醫院（日语：公立昭和病院）。

### 垃圾處理
東久留米市與西東京市、清瀨市組成「柳泉園組合」，於本市（部分位於東村山市）設置清掃工場。不可燃垃圾則由日之出町的最終處分場處理。

## 人口
| 東久留米市人口分布圖 |                                                   |  |
| 東久留米市與日本全國年齡別人口分布比較圖 （2005年資料） | 東久留米市的年齡、男女別人口分布圖 （2005年資料） |  |
| ■紫色是東久留米市 ■綠色是全国 | ■藍色是男性 ■紅色是女性                           |  |
| 東久留米市人口變化 \| 1970年 \| 78,075人 \| \| \| 1975年 \| 100,821人 \| \| \| 1980年 \| 106,556人 \| \| \| 1985年 \| 110,079人 \| \| \| 1990年 \| 113,818人 \| \| \| 1995年 \| 111,097人 \| \| \| 2000年 \| 113,302人 \| \| \| 2005年 \| 115,330人 \| \| \| 2010年 \| 116,546人 \| \| \| 2015年 \| 116,632人 \| \| \| 2020年 \| 115,271人 \| \| |                                                   |  |
| 資料來源：日本總務省統計中心提供之人口普查數據 |                                                   |  |
| 1970年 | 78,075人                                          |  |
| 1975年 | 100,821人                                         |  |
| 1980年 | 106,556人                                         |  |
| 1985年 | 110,079人                                         |  |
| 1990年 | 113,818人                                         |  |
| 1995年 | 111,097人                                         |  |
| 2000年 | 113,302人                                         |  |
| 2005年 | 115,330人                                         |  |
| 2010年 | 116,546人                                         |  |
| 2015年 | 116,632人                                         |  |
| 2020年 | 115,271人                                         |  |

### 日夜間人口
2005年に間人口（居住者）為115,023人。日間活動人口為90,315人，是夜間人口的0.785倍。日夜間人口比0.785在東京23區與東京都市部25市中僅大於狛江市、稻城市、西東京市，這是因為東久留米市少辦公商區與工廠，屬於以住宅為主的城市。
市內往市外的通勤者有34,555人，市外往市內的通勤者僅13,680人。市內往市外的通學生有5,352人，市外往市內的通學生僅1,519人。

## 地域交流
- 群馬縣高崎市舊榛名町地域
  - 1986年（昭和61年）10月1日與當時的群馬縣榛名町（日语：榛名町）締結為姐妹都市，2006年（平成18年）10月因榛名町與群馬縣高崎市合併而解除姐妹都市。但本市仍持續與榛名町地域進行交流。

## 國政、都政

### 國政
日本眾議院小選舉區中屬東京20區（東村山、東大和、清瀨、東久留米、武藏村山）。
- 2014年12月（第47回日本眾議院議員總選舉）
  - 木原誠二（自民）

### 都政
屬北多摩4區（清瀨、東久留米）に属す。席次2名。
- 2013年6月
  - 野島善司（自民）
  - 山下太郎（民主）

## 產業
- 工廠
  - Globeride（日语：グローブライド）本社、工場：前澤
  - 宮坂釀造（日语：宮坂醸造）東久留米工場：前澤
  - 可口可樂東日本（日语：コカ・コーライーストジャパンプロダクツ）多摩工場：野火止
  - 山崎麵包武藏野工場：柳窪

- 特產品
  - 柳久保小麥 - 江戶時代嘉永4年（1851年），居住於現在東久留米市柳窪的奧住又右衛門旅行所帶回的品種。其香味適合作為烏龍麵材料，高大的稻草也適合作為蓋於屋頂，但在產量較大的一般小麥上市後於昭和17年左右消失。1988年重新復活[3][4][5]。

- CATV
  - J:COM関東西東京局（日语：ジェイコム関東）：前澤

## 教育

### 小學校
- 市立
  - 第一小學校
  - 第二小學校
  - 第三小學校
  - 第五小學校
  - 第六小學校
  - 第七小學校
  - 第九小學校
  - 第十小學校
  - 小山小學校
  - 神寶小學校
  - 南町小學校
  - 本村小學校
  - 下里小學校
- 私立
  - 自由學園初等部（日语：学校法人自由学園）

### 中學校
- 市立
  - 久留米中學校
  - 西中學校
  - 東中學校
  - 南中學校
  - 大門中學校
  - 下里中學校
  - 中央中學校
- 私立
  - 自由學園男子部中等科（日语：学校法人自由学園）（※自由學園男子部高等科附設）
  - 自由學園女子部中等科（日语：学校法人自由学園）（※[自由學園女子部高等科附設）

### 高等學校
- 都立
  - 東久留米總合高等學校（日语：東京都立東久留米総合高等学校）
  - 久留米西高等學校（日语：東京都立久留米西高等学校）
- 私立
  - 自由學園高等科（日语：学校法人自由学園）（※附設自由學園中等科）

### 其他學校
- 東京學藝大學附屬特別支援學校（日语：東京学芸大学附属特別支援学校）
- 日本基督教學院（日语：クリスチャン・アカデミー・イン・ジャパン）
- 自由學園最高學部（日语：学校法人自由学園）

### 圖書館
- 中央圖書館
- 瀧山圖書館
- 東部圖書館
- 雲雀丘圖書館

## 交通

### 鐵路
西武鐵道
- 池袋線：東久留米站

市內僅有東久留米站一站，另也可利用雲雀丘站（西東京市）、清瀨站（清瀨市）、西武新宿線花小金井站（小平市）、小平站（小平市）等。

### 巴士
- 西武巴士
  - 市內下里有西武巴士瀧山營業所（日语：西武バス滝山営業所），另有西武巴士西原車庫（日语：西武バス滝山営業所）、西武巴士小平營業所（日语：西武バス小平営業所）、西武巴士新座營業所（日语：西武バス新座営業所）等路線。
  - 深夜急行巴士：池袋站東口→前澤十字路→東久留米總合高校（日语：東京都立東久留米総合高等学校）→小手指站北口線（西武巴士練馬營業所（日语：西武バス練馬営業所））
- 銀河鉄道（日语：銀河鉄道 (バス会社)）：2008年4月起開通東村山站至柳泉園大公園（柳泉園グランドパーク）的路線巴士。下里四丁目（久留米西團地內）設有巴士站。

### 道路
- 東西方向
  - 東京都道5號新宿青梅線（通稱：新青梅街道）
  - 東京都道、埼玉縣道4號東京所澤線（通稱：所澤街道）

現在新宮前通與野火止通之間正進行拓寬與步道設置工程。
  - 東京都道、埼玉縣道4號東京所澤線（通稱：新所澤街道）（下里〜前澤南〜南町一丁目路段完成）

建設中的所澤街道繞道，位於該道路南側。已開通部分路段。
- 南北方向
  - 東京都道15號府中清瀨線（日语：東京都道15号府中清瀬線）（通稱：小金井街道）

現已取得前澤交差點以北部分的道路拓寬用地。
  - 東京都道248號府中小平線（日语：東京都道248号府中小平線）（通稱：新小金井街道）

小金井街道「松山三丁目」交差點為起點，與小金井街道西側平行。2006年3月完成西武新宿線的立體交差工程。
- 其他
  - 東京都道、埼玉縣道234號前澤保谷線（日语：東京都道・埼玉県道234号前沢保谷線）

因通過舊市役所前，也稱市役所通。
  - 東京都道、埼玉縣道24號練馬所澤線（日语：東京都道・埼玉県道24号練馬所沢線）

市內〜新座市區間路幅狹隘。
  - 東京都道129號東村山東久留米線（日语：東京都道129号東村山東久留米線）

東村山市至瀧山團地中央交差點之間。除瀧山中央通以外的區間路幅狹窄。
  - 東3・4・19號線（通稱：七葉樹富士見通）

東久留米站西口延伸的都市計畫道路。現在開通至中央公民館前[6]。
  - 東京都道125號東久留米停車場線（日语：東京都道125号東久留米停車場線）（通稱：淨牧院通）

東久留米站東口延伸的都市計畫道路。現在開通至神寶小學校前方。

## 景點、古蹟、觀光地、祭典、活動

### 景點、古蹟
- 落合川與南澤湧水群 - 平成20年被環境省選為『平成名水百選（日语：平成の名水百選）』，是東京都內唯一入選的湧水。1日水量約1萬噸，也被選為『東京名湧水57選』。近年因市內水源黑目川、落合川等水域水質大幅改善，住宅區可見翠鳥與白鷺。

2010年12月17日，秋篠宮文仁親王出席國土交通省、環境省等協助的『湧水保全論壇全國大會 in 東久留米』，前往「落合川與南澤湧水群」、立野川視察。
- 黑目川天神社 - 平成15年由東京都環境局選為『東京名湧水57選』。
- 富士見平台 - 東久留米站西口附設。國土交通省選為『關東富士見百景』（東久留米站本身也被選為『關東車站百選』）。冬至在此可見夕陽沉入富士山山頂，稱「鑽石富士（日语：ダイヤモンド富士）」。
- 多聞寺
- 淨牧院
- 大圓寺
- 寶泉寺
- 米津寺

### 祭典、活動
- 東京花祭
- 瀧山、前澤眾人夏祭
- 東久留米市市民眾人祭

### 公園
- 竹林公園 - 昭和57年，竹林入選『新東京百景』。平成15年，湧水入選東京都環境局『東京名湧水57選』。
- 小山台遺跡公園
- 六仙公園（建設中）
- 瀧山公園
- 白山公園

## 市內主要商業設施
- 購物中心
  - 東久留米購物中心QURUNE（クルネ）
  - 永旺夢樂城東久留米（日语：イオンモール東久留米）[7]（永旺（日语：イオン (企業)）東久留米店[8]） - 南澤五丁目。賣場面積2萬8000平方公尺[9]・總樓板面積8萬5000平方公尺[10]。
- 食品
  - 伊藤洋華堂東久留米店
  - THE PRICE（日语：ザ・プライス）瀧山店
  - 西友東久留米店
  - 丸悅（日语：マルエツ）東久留米店
  - 丸藤（日语：マルフジ）東久留米店
  - OZAM（日语：オザム）下里店
  - super yamazaki（日语：スーパーヤマザキ）－市內4店
  - Big-A（日语：ビッグ・エー）－市內2店

- 電器
  - 山田電機Tecc Land東久留米店
  - 山田電機Tecc Land東久留米野火止店
  - 小島電器（日语：コジマ）New東久留米店
- 生活量販
  - 島忠（日语：島忠）小平店
  - Doit（日语：ドイト）東久留米店
  - Keiyo D2（日语：ケーヨー）東久留米南町店
- 服裝
  - UNIQLO 東久留米QURUNE店
  - GU東久留米店

## 相關人士

### 出身人士
- 赤松健 - 漫畫家
- 朝吹茉莉 - 漫畫家
- 國分太一 - 藝人（TOKIO）
- 椎名碧流 - 聲優、歌手
- soulJa - 音樂家
- 蜷川實花 - 攝影師、電影導演

### 相關人士
- 手塚治虫 - 漫畫家。逝去時居於本市。
- 高橋留美子 - 漫畫家。新潟市出身，上京後定居於本市。『相聚一刻』的「時計坂」原型在本市，「時計坂站」原型為東久留米駅站。
- 蜷川幸雄 - 演出家。定居在住。蜷川實花之父。
- 志村健 - 藝人。東京都立久留米高等學校畢業。
- 中村憲剛 - 足球選手。川崎前鋒、日本國家男子足球隊成員。東京都立久留米高等學校畢業。

## 外部連結
- 東久留米市網站 （页面存档备份，存于）（日語）